# Südzucker

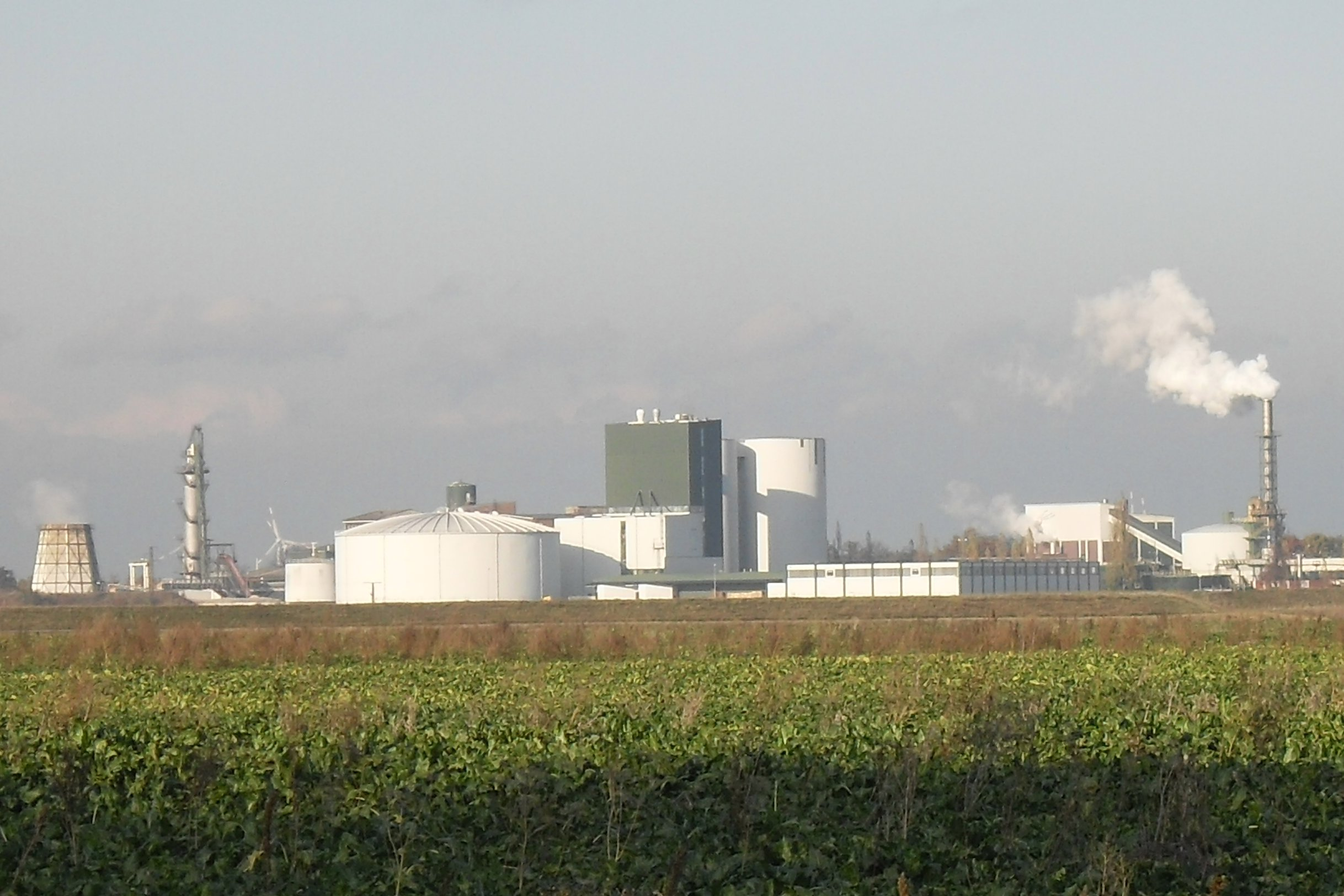
Fábrica de azúcar de la compañía en Brottewitz

La empresa Südzucker, sociedad anónima, miembro del índice bursátil SDAX, con sede en Mannheim en el noroeste de Baden-Wurtemberg, Alemania, es un productor  de azúcar y líder de la industria azucarera en Europa con un volumen de ventas anuales de 6.983 millones de euros y una producción de 5,9 millones de toneladas de azúcar que emplea a 18.515 personas.

## Enlaces
- Wikimedia Commons alberga una categoría multimedia sobre Südzucker.
- Sitio web de Südzucker

- Datos: Q474565
- Multimedia: Südzucker / Q474565